# Belfast (песня)
«Белфаст» — песня в исполнении группы Boney M., впервые изданная в 1977 году в альбоме «Love for Sale». С этой песней солистка группы Марсия Барретт впервые исполнила в Boney M. ведущую вокальную партию.
Для Boney M. музыкальная композиция стала четвёртой подряд, занявшей ведущую позицию в чартах Западной Германии. В UK Singles Chart она достигла 8-й позиции.
На протяжении многих лет песня «Белфаст» пользовалась успехом на концертах группы и была повторно записана Марсией Барретт для её сольного альбома Come Into My Life (2005).

## О песне
В начале 1970-х годов немецкий музыкант Драфи Дойчер написал танцевальный хит для Марсии Барретт под первоначальным названием «Лондондерри», но затем переименовал её в «Белфаст» в честь столицы Северной Ирландии, раздираемой в то время этнонациональным конфликтом. Барретт в течение нескольких лет с успехом исполняла её соло, но не публиковала в записи. Однако впоследствии продюсер Boney M. Фрэнк Фариан решил записать «Белфаст» с группой, для следующего альбома «Love For Sale».
Текст «Белфаста» не отличается чётким содержанием. В нём говорится о надежде, вере, лжи, ненависти, поражении, прощании и человеческих жертвах. Тем не менее, Марсия Барретт в интервью Blues & Soul заверяла в абсолютной аполитичности хита и категорически отрицала какую-либо провокацию. В Великобритании после некоторых сомнений песню приняли, а британские солдаты в ФРГ, побывавшие уже в зоне конфликта, выражали свою благодарность за песню.
Фрэнк Фариан также записал немецкую версию песни с австрийской певицей Гиллой. Её версия была включена в альбом «Zieh mich aus» (с нем. — «Раздень меня»), который был издан через четыре месяца после «Love For Sale».
В США и Канаде песня никогда не издавалась из-за её политического содержания и на диске была заменена на песню «Daddy Cool».

## Чарты
| Чарт (1977—1978)                | Высшая позиция |
| ------------------------------- | -------------- |
| Австралия (Kent Music Report)   | 57             |
| Австрия (Ö3 Austria Top 40)     | 2              |
| Бельгия/Фландрия (Ultratop 50)  | 1              |
| Бельгия/Валлония (Ultratop 50)  | 2              |
| Финляндия (Suomen Virallinen)   | 15             |
| Ирландия (IRMA)                 | 1              |
| Италия (Musica e dischi)        | 20             |
| Нидерланды (Dutch Top 40)       | 3              |
| Нидерланды (Single Top 100)     | 3              |
| Испания (AFE)                   | 3              |
| Швейцария (Schweizer Hitparade) | 1              |
| Великобритания (OCC UK Singles) | 8              |
| ФРГ (GfK)                       | 1              |